# Héros malgré lui (film, 1936)
Pour les articles homonymes, voir Héros malgré lui.
Pour plus de détails, voir Fiche technique et Distribution.
Héros malgré lui (Sons o' Guns) est un film américain réalisé par Lloyd Bacon et sorti en 1936.

## Synopsis
Pendant la Première Guerre mondiale, la star de Broadway Jimmy Canfield (Joe E. Brown) ne souhaite pas s’engager dans l’armée. Son père, le général Harper, l'accuse d'être un lâche et lui intime l'ordre de rejoindre l'armée et de cesser de voir Mary (Beverly Roberts). Pour échapper à des différends avec Bernice Pearce (Wini Shaw), une actrice de son spectacle, il fait semblant de s'engager mais se retrouve réellement enrôlé.

## Fiche technique
- Titre original : Sons o' Guns
- Titre français : Héros malgré lui[1]
- Réalisation : Lloyd Bacon
- Scénario : Jerry Wald et Julius J. Epstein, d'après la comédie musicale Sons O'Guns de Fred Thompson et Jack Donohue
- Direction artistique : Max Parker
- Costumes : Orry-Kelly
- Photographie : Sol Polito
- Musique : Heinz Roemheld
- Production : Hal B. Wallis, Jack L. Warner
- Société de production : Warner Bros.
- Société de distribution : Warner Bros.
- Pays de production :  États-Unis
- Langue originale : anglais
- Format : noir et blanc — 35 mm — 1.37:1 — son monophonique
- Genre : Comédie
- Durée : 82 minutes
- Date de sortie :
  - États-Unis : 13 mai 1936

## Distribution
- Joe E. Brown : Jimmy Canfield
- Joan Blondell : Yvonne
- Beverly Roberts : Mary Harper
- Eric Blore : Hobson
- Craig Reynolds : Lieutenant Burton
- Wini Shaw : Bernice Pearce
- Joe King : Général Harper
- Robert Barrat : Pierre
- G.P. Huntley : Capitaine Ponsonby-Falcke
- Frank Mitchell : Ritter
- Bert Roach : Vogel
- David Worth : Arthur Travers
- Hans Joby : le prisonnier allemand
- Michael Mark : Carl
- Otto Fries : espion allemand
- Mischa Auer : espion allemand
- Glen Cavender : un Allemand (non crédité)
- Pat Flaherty : danseur apache (non crédité)
- Olaf Hytten : sentinelle (non crédité)